# Андреево (Кишертский район)
Андре́ево — село, входит в Кишертский район Пермского края. Административный центр Андреевского сельского поселения.
Село находится в 10 км к востоку от села Усть-Кишерть. Расположено на левом берегу Барды недалеко от места её впадения в Сылву.

## История
В официальных документах деревня Андреево впервые упоминается в 1725 году, но известна она с 1679 года как деревня на реке Барда. Основателем её считается Андрей Зиновьев, сын Петухов, выходец из Полазны. Однако люди появились здесь гораздо раньше.

## Население
| 2000 | 2004 | 2008 | 2010 | 2011 | 2012 | 2013 |
| ---- | ---- | ---- | ---- | ---- | ---- | ---- |
| 594  | ↘551 | ↘541 | ↘457 | ↘453 | ↗537 | ↘533 |
| 2014 | 2015 | 2016 |      |      |      |      |
| ↗577 | ↘532 | ↘529 |      |      |      |      |

## Инфраструктура
СПК «Шумковский», ФАП, пожарное депо, дом культуры, библиотека, сеть частных магазинов, школа, детский сад.